# Guanajuato (stad)
Guanajuato (Purépecha: Kuanajuato) is een stad in Mexico en hoofdstad van de gelijknamige staat. De stad ligt circa 370 km ten noordwesten van Mexico-Stad, op een hoogte van 1,996 m boven zeeniveau. De stad heeft 70.798 inwoners (census 2005).

## Geschiedenis
Aangeduid met verschillende inheemse namen bestond Guanajuato al in voor-Spaanse tijd. De Spaans-koloniale nederzetting Guanajuato werd gesticht in 1570 aan de Rio Guanajuato met het oog op de zilvermijnen in de omgeving. Het kreeg in 1741 de status van stad.
De stad speelde een hoofdrol in de Mexicaanse Onafhankelijkheidsoorlog, aangezien dit in 1810 de eerste grote stad was die werd ingenomen door de onafhankelijkheidsbeweging van Miguel Hidalgo.

## Bezienswaardigheden
De stad is bekend vanwege de Spaanse architectuur uit de koloniale tijd. Het historische centrum van Guanajuato staat sinds 1988 op de Werelderfgoedlijst.
Er zijn er talloze musea, waaronder:
- een museum over Don Quichote de la Mancha en het mummiemuseum, dat honderden mummies tentoonstelt afkomstig uit de regio.
- Alhóndiga de Granaditas, een voormalige graanopslagplaats.
- Teatro Juárez

Andere bezienswaardigheden zijn:
- De catacombes in het westen van de stad.
- Het monument van El Pípila
- Universiteit van Guanajuato

De stad is bekend om haar verkeerstunnels. Deze waren oorspronkelijk aangelegd om overtollig water uit de stad te leiden. De oudste tunnel stamt al uit het begin van de 19e eeuw. Toen in de jaren zestig van de twintigste eeuw een diepere watertunnel was gegraven werden de oude tunnels gerenoveerd en aangepast om verkeer door te leiden. In de jaren negentig werd het tunnelnetwerk uitgebreid waardoor er zelfs ondergrondse kruispunten zijn.

## Geboren
- Diego Rivera (1886-1957), muralist

Agavelandschap en oude industriële faciliteiten van Tequila · Hydraulisch systeem van het aquaduct van Padre Tembleque · Oude Mayastad en beschermde tropische regenwouden van Calakmul, Campeche · Historische versterkte stad Campeche · Precolumbiaanse stad Chichén Itzá · Centrale Universiteitsstadscampus van de Nationale Autonome Universiteit van Mexico · Biosfeerreservaat El Pinacate y Gran Desierto de Altar · El Camino Real de Tierra Adentro · Precolumbiaanse stad El Tajín · Franciscaanse missieposten in de Sierra Gorda van Queretaro  · Historische stad Guanajuato en aangrenzende mijnen · Hospicio Cabañas, Guadalajara · Eilanden en beschermde gebieden in de Golf van Californië · Luis Barragánhuis en -studio · Historisch Centrum van Mexico-Stad en Xochimilco · Vroeg-16e-eeuwse kloosters op de hellingen van de Popocatépetl · Historisch centrum van Morelia · Historisch centrum van Oaxaca en Monte Albán · Precolumbiaanse stad en nationaal park Palenque · Archeologische zone van Paquimé, Casas Grandes · Historisch centrum van Puebla · Historische monumentenzone van Querétaro · Revillagigedo-archipel · Biosfeerreservaat van de monarchvlinder · Rotstekeningen van de Sierra de San Francisco · Beschermde stad San Miguel en het Heiligdom van Jesús de Nazareno de Atotonilco · Sian Ka'an · Precolumbiaanse stad Teotihuacan · Historische monumentenzone van Tlacotalpan · Precolumbiaanse stad Uxmal · Walvisreservaat van El Vizcaíno · Archeologische monumentenzone van Xochicalco · Historisch centrum van Zacatecas · Tehuacán-Cuicatlánvallei: oorspronkelijke habitat van Mesoamerika
- Biblioteca Nacional de España: XX455349
- Bibliothèque nationale de France: cb15184481k (data)
- Gemeinsame Normdatei: 4239236-6
- Library of Congress Control Number: n81119158
- MusicBrainz: 69da5d57-738f-4107-99a1-d6e454074ae8
- Nationale Bibliotheek van Israël: 987007557589805171
- Virtual International Authority File: 124348288
- WorldCat: E39PBJy8yKJpTXTthfQJxKyTpP